# Афганистан на летних Олимпийских играх 1968
Афганистан принимал участие в Летних Олимпийских играх 1968 года в Мехико (Мексика) в шестой раз за свою историю, но не завоевал ни одной медали.